# Jackie Kallen
Jackie Kallen (* 1952 in Detroit), Spitzname The First Lady of Boxing, ist eine der ersten und erfolgreichsten weiblichen Box-Manager in der Sportgeschichte. Das Leben der US-Amerikanerin wurde 2003 im Spielfilm Die Promoterin verfilmt.

## Leben
Ihre Karriere begann sie in den 1970er Jahren als Journalistin im Show Business. Dabei interviewte sie unter anderem die Rolling Stones, Frank Sinatra, Elvis Presley. Bei einem Interview mit dem Boxer Thomas Hearns entdeckte sie ihre Leidenschaft für Sport und wurde Sportreporterin.
Sie begann mit Hearns als Publizistin zu arbeiten, erfuhr dabei aber auch Ausgrenzung aus der damals noch von Männern dominierten Boxwelt, Frauenboxen gab es praktisch nicht.
Dennoch schaffte Kallen den Einstieg als Boxmanagerin von James Toney, Bronco McKart und weiteren Boxern. Toney wurde 1991 ihr erster Weltmeister, als er im Mittelgewichtskampf den Titel der WBA gewinnen konnte. McKart wurde ebenfalls Weltmeister, 1994 nach der Version der WBO.
Als Frau in der Männerdomäne Boxen stand sie stets im Rampenlicht der Medien, das sie geschickt nutzen konnte.
Bei Kallen wurden Ende der 1990er Jahre sowohl eine Herzkrankheit als auch Krebs festgestellt. Nach drei Operationen ist sie mittlerweile wieder in einem guten Gesundheitszustand. Heute lebt Kallen in Los Angeles als Managerin von McKart und anderen Boxern.